# Platypanchax modestus
Platypanchax modestus là một loài cá trong họ Poeciliidae. Chúng là loài đặc hữu của Uganda và Cộng hòa Dân chủ Congo.